# Frank Hall Crane
Pour les articles homonymes, voir Crane.
Frank Hall Crane (né le 1er janvier 1873 à San Francisco, en Californie et mort le 1er septembre 1948 à Woodland Hills, en Californie) est un acteur, réalisateur et scénariste américain.

## Filmographie partielle

### Comme acteur
- 1910 : The Actor's Children (en) de Barry O'Neil (en)
- 1910 : Daddy's Double (en) de  Lloyd B. Carleton
- 1910 : Jane Eyre de Theodore Marston
- 1910 : The Winter's Tale de Theodore Marston et Barry O'Neil (en)
- 1910 : The Two Roses (en)
- 1910 : The Vicar of Wakefield de Theodore Marston
- 1910 : Looking Forward de Theodore Marston
- 1911 : David Copperfield de Theodore Marston
- 1911 : Cinderella de George Nichols
- 1914 : Classmates (en) de James Kirkwood Sr.
- 1917 : An Alabaster Box de Chester Withey
- 1929 : Mademoiselle et son chauffeur (Children of the Ritz) de John Francis Dillon
- 1932 : Mason of the Mounted (en) de Harry L. Fraser
- 1932 : Au large de Singapour (en) (Out of Singapore) de Charles Hutchison
- 1934 : Mystery Ranch (en) de Bernard B. Ray
- 1934 : Sous le soleil d'Arizona ('Neath the Arizona Skies) de Harry L. Fraser
- 1935 : L'Ennemi public n°1 (en) (Let 'em Have It) de Sam Wood
- 1935 : Aux frais de la princesse (The Daring Young Man) de William A. Seiter
- 1935 : La Fiancée imprévue (en) (If You Could Only Cook) de William A. Seiter
- 1936 : Step on It (en) de Harry S. Webb
- 1936 : Le Rêve de sa vie (Give Us This Night) d'Alexander Hall
- 1936 : The Speed Reporter (en) de Bernard B. Ray
- 1937 : L'Or et la Chair (The Toast of New York) de Rowland V. Lee
- 1938 : Dick Tracy Returns (en) de John English et William Witney
- 1938 : Gang Bullets (en) de Lambert Hillyer
- 1939 : Ah ! Quelle femme ! (There's That Woman Again) d'Alexander Hall

### Comme réalisateur
- 1915 : The Family Cupboard
- 1917 : La vengeance m'appartient (Vengeance Is Mine)
- 1917 : Un homme... une femme... (Stranded in Arcady)
- 1919 : His Father's Wife
- 1926 : J'ai une idée ! (Tons of Money)